# Чемпионат Северной, Центральной Америки и Карибского бассейна по волейболу среди женщин 1983
8-й чемпионат Северной, Центральной Америки и Карибского бассейна (NORCECA) по волейболу среди женщин прошёл с 12 по 16 июля 1983 года в Индианаполисе (США) с участием 6 национальных сборных команд. Чемпионский титул во второй раз в своей истории выиграла сборная США.

## Команды-участницы
Доминиканская Республика, Канада, Куба, Мексика, Пуэрто-Рико, США.
От участия отказалась первоначально заявленная сборная Нидерландских Антильских островов.

## Система проведения чемпионата
6 команд-участниц провели однокруговой турнир, по итогам которого определена итоговая расстановка мест.

## Результаты
| М | Команда                  | 1   | 2   | 3   | 4   | 5   | 6   | И | В | П | С/П  | О  |
| - | ------------------------ | --- | --- | --- | --- | --- | --- | - | - | - | ---- | -- |
| 1 | США                      |     | 3:0 | 3:0 | 3:0 | 3:0 | 3:0 | 5 | 5 | 0 | 15:0 | 10 |
| 2 | Куба                     | 0:3 |     | 3:0 | 3:0 | 3:0 | 3:0 | 5 | 4 | 1 | 12:3 | 9  |
| 3 | Канада                   | 0:3 | 0:3 |     | 3:2 | 3:0 | 3:0 | 5 | 3 | 2 | 9:8  | 8  |
| 4 | Мексика                  | 0:3 | 0:3 | 2:3 |     | 3:0 | 3:0 | 5 | 2 | 3 | 8:9  | 7  |
| 5 | Пуэрто-Рико              | 0:3 | 0:3 | 0:3 | 0:3 |     | 3:0 | 5 | 1 | 4 | 3:12 | 6  |
| 6 | Доминиканская Республика | 0:3 | 0:3 | 0:3 | 0:3 | 0:3 |     | 5 | 0 | 5 | 0:15 | 5  |

12 июля: Мексика — Доминиканская Республика 3:0 (15:2, 15:9, 15:1); США — Пуэрто-Рико 3:0 (15:0, 15:2, 15:4).
13 июля: Пуэрто-Рико — Доминиканская Республика 3:0 (16:14, 15:6, 15:12); Куба — Мексика 3:0 (15:4, 15:5, 15:5); США — Канада 3:0 (15:12, 15:8, 15:6).
14 июля: Канада — Пуэрто-Рико 3:0 (15:2, 15:8, 15:7); Куба — Доминиканская Республика 3:0 (15:2, 15:0, 15:7); США — Мексика 3:0 (15:3, 15:8, 15:4); Куба — Канада 3:0 (15:10, 15:6, 15:10).
15 июля: Куба — Пуэрто-Рико 3:0 (15:1, 15:3, 15:10); Канада — Мексика 3:2 (8:15, 15:13, 19:17, 5:15, 15:9); США — Доминиканская Республика 3:0 (15:0, 15:0, 15:10).
16 июля: Мексика — Пуэрто-Рико 3:0 (15:4, 15:11, 15:5); Канада — Доминиканская Республика 3:0 (15:3, 15:0, 15:5); США — Куба 3:0 (15:4, 15:9, 15:13).

## Итоги

### Положение команд
| США                         |
| Куба                        |
| Канада                      |
| 4. Мексика                  |
| 5. Пуэрто-Рико              |
| 6. Доминиканская Республика |